# تاریخ شارل دوازدهم
تاریخ شارل دوازدهم (به فرانسوی: Histoire de Charles XII) یک زندگی‌نامهٔ تاریخی اثر ولتر مورخ، فیلسوف و نویسنده بزرگ فرانسوی دربارهٔ کارل دوازدهم پادشاه سوئد است. این کتاب اولین بار در سال ۱۷۳۱ و به زبان فرانسه منتشر شد. زمانی که ولتر از انگستان به فرانسه بازگشت، علاوه بر نمایشنامه‌نویسی به شاخهٔ جدیدی از ادبیات یعنی تاریخ‌نویسی روی آورده بود. او سال‌ها قبل در لندن با مردی به نام فریدریش فابریس که از همراهان سابق کارل دوازدهم بود، آشنا شده بود. علاقه‌ای که ولتر به شخصیت خارق‌العادهٔ آن پادشاه-سرباز بزرگ داشت، وی را بر آن داشت تا زندگی‌نامه‌اش را بنویسد. تاریخ شارل دوازدهم یک روایت تاریخی دقیق و مستند به سبک داستانی است. ایده‌های فلسفی ولتر در این زندگی‌نامه هم منعکس شدند.